# Década de 1090
Séculos: Século X - Século XI - Século XII
Décadas: 1060 1070 1080 - 1090 - 1100 1110 1120
Anos: 1090 - 1091 - 1092 - 1093 - 1094 - 1095 - 1096 - 1097 - 1098 - 1099